# Герб Кирово-Чепецкого района
Герб муниципального образования «Кирово-Чепецкий район» — опознавательно-правовой знак, составленный и употребляемый в соответствии с правилами геральдики, служащий символом муниципального района «Кирово-Чепецкий район» Кировской области Российской Федерации.

## Описание герба
Описание герба:
В рассечённом лазурью и зеленью поле кедр переменных цветов с золота на серебро, сопровождаемый возникающими из-за ствола противообращёнными серебряной свиньей и золотой коровой.

## Обоснование символики
Обоснование символики герба:
Герб языком символов и аллегорий передает природные, исторические и экономические особенности района. 
Кедр, золотой и серебряный, указывает на наличие уникального кедрового бора. Кроме того, кедр — символ мудрости, нерушимости и уверенности в завтрашнем дне. В сочетании с зелёным цветом поля кедр символизирует лесные богатства муниципального образования. Кроме того, зелёный цвет дает перекличку с основным цветом в гербе города Кирово-Чепецка и указывает на тесную связь муниципальных образований.
Лазоревый (голубой, синий) цвет символизирует реки Чепцу и Вятку — основные водные артерии района, сливающиеся в Кирово-Чепецке. Лазурь олицетворяет также водные и рыбные богатства.
Золотая корова и серебряная свинья символизируют племенное животноводство и олицетворяют в целом сельскохозяйственную деятельность жителей района.

Золото является символом богатства, благородства и справедливости, серебро символизирует чистоту, победоносность и правдивость, синий олицетворяет бдительность, упорство и любовь к родине, зелёный передает изобилие, честь и стремление к победе.

## История создания
- 15 апреля 2009 — герб района утверждён решением Кирово-Чепецкой районной Думы[1][2].
- Герб Кирово-Чепецкого района включён в Государственный геральдический регистр Российской Федерации под № 5038[3].

## Использование на районном флаге

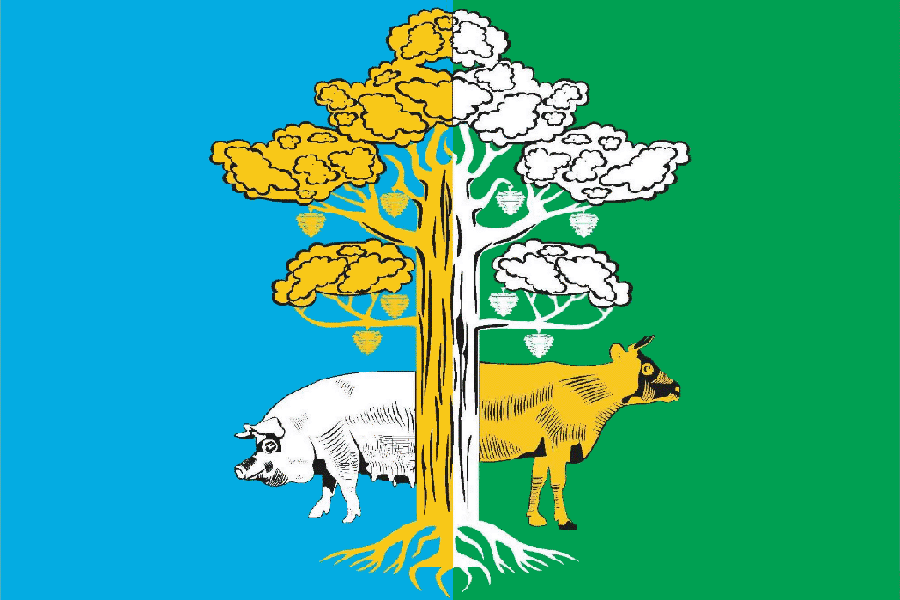
Флаг Кирово-Чепецкого района

Районный герб воспроизведён  на другом официальном символе муниципального образования «Кирово-Чепецкий район» — районного флага, который был утверждён 15 апреля 2019 года одновременно с утверждением герба и внесён в Государственный геральдический регистр Российской Федерации с присвоением регистрационного номера 5039.
Были утверждены следующее описание флага: «Флаг Кирово-Чепецкого муниципального района представляет собой прямоугольное полотнище с отношением сторон (ширины к длине) 2:3, воспроизводящее герб Кирово-Чепецкого муниципального района в зелёном, голубом, жёлтом и белом цветах», и следующее обоснование его символики: «Флаг, разработанный на основе герба, языком символов и аллегорий передаёт природные, исторические и экономические особенности района. Кедр, золотой и серебряный, указывает на наличие уникального кедрового бора. Кроме того, кедр — символ мудрости, нерушимости и уверенности в завтрашнем дне. В сочетании с зелёным цветом поля кедр символизирует лесные богатства муниципального образования. Кроме того, зелёный цвет даёт перекличку с основным цветом в гербе города Кирово-Чепецка и указывает на тесную связь муниципальных образований. Голубой цвет символизирует реки Чепцу и Вятку — основные водные артерии района, сливающиеся в Кирово-Чепецке. Голубой цвет олицетворяет также водные и рыбные богатства. Золотая корова и серебряная свинья символизируют племенное животноводство и олицетворяют в целом сельскохозяйственную деятельность жителей района. Жёлтый цвет (золото) является символом богатства, благородства и справедливости; белый цвет (серебро) символизирует чистоту, победоносность и правдивость; синий цвет олицетворяет бдительность, упорство и любовь к родине; зелёный цвет передаёт изобилие, честь и стремление к победе.»

### Первый вариант флага
Первый флаг Кирово-Чепецкого муниципального района был утверждён 24 декабря 2008 года решением Кирово-Чепецкой районной Думы № 31/422 «Об утверждении герба и флага муниципального образования Кирово-Чепецкий муниципальный район Кировской области» и имел следующее описание: «Флаг Кирово-Чепецкого муниципального района представляет собой прямоугольное полотнище с отношением сторон (ширины к длине) 2:3, воспроизводящее герб Кирово-Чепецкого муниципального района в зелёном, жёлтом и голубом цветах», геральдическое описание: «В зелёном поле заполненный лазурью серебряный пониженный с широким нижним плечом вилообразный крест, сопровождаемый во главе золотым кедром, а в оконечности — справа возникающей наполовину с чёрными подпалинами, рогами и копытами золотой коровой, а слева — двумя противонаправленными золотыми карпами, один под другим» и обоснование символики: «Флаг языком символов и аллегорий передаёт природные, исторические и экономические особенности района. Серебряный вилообразный крест символизирует слияние рек Чепцы и Вятки — основных водных артерий района, олицетворяющий также водные и рыбные богатства. Кроме того, эта фигура перекликается с фигурой в гербе города Кирово-Чепецка и указывает на тесную связь муниципальных образований. Золотой кедр указывает на наличие уникального кедрового памятника природы. Кроме того, кедр — символ мудрости, нерушимости и уверенности в завтрашнем дне. Золотая корова символизирует племенное разведение этого скота и олицетворяет в целом сельскохозяйственную деятельность. Золотые карпы указывают на промышленное разведение данной породы рыб. Зелёный цвет полотнища указывает на лесные богатства муниципального образования. Золото является символом богатства, благородства и справедливости, серебро символизирует чистоту, победоносность и правдивость, синий цвет олицетворяет бдительность, упорство и любовь к родине, зелёный цвет передаёт изобилие, честь и стремление к победе.»